# Derby, Connecticut
Derby, Connecticut là một thành phố thuộc quận New Heaven trong tiểu bang Connecticut, Hoa Kỳ. Thành phố có tổng diện tích 5 dặm vuông Anh (13 km2), là đô thị tự quản nhỏ nhất bang. Theo điều tra dân số Hoa Kỳ năm 2000, thành phố có dân số 12.391 người.